# Елісон Сміт (тенісистка)
Елісон Сміт (англ. Alison Smith; нар. 8 квітня 1970) — колишня британська тенісистка.
Найвищу одиночну позицію світового рейтингу — 513 місце досягла 5 липня 1993, парну — 185 місце — 31 жовтня 1994 року.
Здобула 1 одиночний та 4 парні титули туру ITF.

## Фінали ITF
| Легенда         |
| --------------- |
| Турніри $25,000 |
| Турніри $10,000 |

### Одиночний розряд: 1 (1–0)
| Результат | Дата          | Турнір                   | Покриття | Суперниця        | Рахунок  |
| --------- | ------------- | ------------------------ | -------- | ---------------- | -------- |
| Перемога  | 19 липня 1992 | Фрінтон, Велика Британія | Трава    | Барбара Гріффітс | 6–3, 6–3 |

### Парний розряд: 10 (4–6)
| Результат | Ранг | Дата              | Турнір                            | Покриття | Партнерка        | Суперниці                                  | Рахунок       |
| --------- | ---- | ----------------- | --------------------------------- | -------- | ---------------- | ------------------------------------------ | ------------- |
| Поразка   | 1.   | 21 липня 1991     | Фрінтон, Велика Британія          | Трава    | Кейті Рікетт     | Керолайн Біллінгем Вірджинія Гамфріс-Девіс | 3–6, 1–6      |
| Поразка   | 2.   | 9 лютого 1992     | Суонсі, Велика Британія           | Тверде   | Susanna Locher   | Седа Норландер Ева Гаслінґейс              | 3–6, 6–4, 4–6 |
| Перемога  | 1.   | 10 травня 1992    | Бат (Англія), Велика Британія     | Ґрунт    | Тамсін Вейнрайт  | Лорна Вудрофф Жулі Пуллен                  | 6–1, 6–4      |
| Поразка   | 3.   | 17 травня 1992    | Борнмут, Велика Британія          | Тверде   | Тамсін Вейнрайт  | Аманда Еванс Світлана Пархоменко           | 3–6, 6–2, 4–6 |
| Поразка   | 4.   | 3 жовтня 1993     | Брекнелл, Велика Британія         | Тверде   | Кароліне Стассен | Керолайн Гант Ширлі-Енн Сіддалл            | 2–6, 1–6      |
| Поразка   | 5.   | 14 листопада 1993 | Свіндон, Велика Британія          | Килим    | Кароліне Стассен | Наталія Єгорова Світлана Пархоменко        | 0–6, 4–6      |
| Поразка   | 6.   | 21 листопада 1993 | Суонсі, Велика Британія           | Тверде   | Кароліне Стассен | Наталія Єгорова Світлана Пархоменко        | 1–6, 3–6      |
| Перемога  | 2.   | 6 лютого 1994     | Телфорд (Англія), Велика Британія | Тверде   | Sara Tse         | Паула Іверсен Елізма Нортьє                | 4–6, 6–4, 6–4 |
| Перемога  | 3.   | 13 лютого 1994    | Сандерленд, Велика Британія       | Тверде   | Габі Горенгель   | Кароліне Стассен Наталі Тейссен            | 3–6, 6–1, 6–2 |
| Перемога  | 4.   | 20 березня 1994   | Реймс, Франція                    | Ґрунт    | Габі Горенгель   | Ева Меліхарова Івана Янковська             | 4–6, 7–6, 7–5 |